# Tyler Joseph
Tyler Joseph (sinh ngày 1 tháng 12 năm 1988) là một nghệ sĩ và rapper người Mỹ. Anh thường được biết đến là giọng ca chính cho bộ đôi âm nhạc Mỹ Twenty One Pilots.

## Khởi đầu
Joseph sinh tại Columbus, Ohio, và lớn lên với hai người em trai, Zack (cũng là một ca sĩ) và Jay, và một người em gái, Madison. Mẹ của anh, Kelly, từng là một giáo viên toán tại học khu Olentangy trước khi trở thành huấn luyện viên bóng rổ của Trường Trung học Olentangy Orange vào năm 2013. Bố anh, Chris, cũng từng là một huấn luyện viên tại Trường Trung học Kitô giáo Worthington từ 1996–2005, và là hiệu trưởng trường. Joseph chơi bóng rổ từ khi còn rất nhỏ và tiếp tục chơi tại vị trí hậu vệ cho trường Worthington. Năm 2008, đội bóng rổ đạt vị trí thứ hai trong Bảng IV giải đấu của tiểu bang.
Sau khi thấy một nhạc sĩ biểu diễn tại câu lạc bộ High Street, anh từ chối một học bổng bóng rổ của Đại học Otterbein và bắt đầu chơi nhạc, sau khi tìm thấy một chiếc đàn keyboard cũ trong tủ (một món quà Giáng sinh của mẹ) và bắt chước những giai điệu trên radio.

## Sự nghiệp

### Twenty One Pilots
Twenty One Pilots được thành lập năm 2009 tại Columbus, Ohio. Từ một ý tường lúc đầu của Joseph, anh gọi hai người bạn trung học của mình Nick Thomas và Chris Salih để thành lập một ban nhạc. Anh nghĩ ra tên của nhóm nhạc trong khi học về All My Sons của Arthur Miller, một vở kịch về một người đàn ông phải quyết định điều gì là tốt nhất cho gia đình mình sau khi gây ra cái chết của 21 người phi công trong Chiến tranh thế giới thứ hai, vì ông đã cố ý gửi cho họ những bộ phận máy bay bị lỗi chỉ vì lợi ích kinh doanh của mình. Joseph giải thích rằng câu chuyện về đạo đức này là cảm hứng cho cái tên của ban nhạc. Vào ngày 29 tháng 12 năm 2009, họ phát hành album đầu tay cùng tên với ban nhạc của mình và bắt đầu lưu diễn tại Ohio. Tiếp sau đó là album thứ hai, Regional at Best vào năm 2011, khi nhóm nhạc chỉ còn Joseph và Dun.
Album thứ ba của Twenty One Pilots, Vessel, được phát hành ngày 8 tháng 1 năm 2013.
Album thứ tư của ban nhạc, Blurryface, được phát hành ngày 17 tháng 5 năm 2015, hai ngày trước khi dự kiến. Joseph và tay trống Josh Dun bắt đầu hai chuyến lưu diễn quốc tế vào năm 2015 và 2016, với tên gọi là Blurryface Tour và Emotional Roadshow World Tour.
Vào ngày 6 tháng 12 năm 2016, Joseph nhân được năm đề cử giải Grammy: Thu âm của năm, Trình diễn song ca/Nhóm nhạc pop xuất sắc nhất, Trình diễn Rock xuất sắc nhất, Bài hát rock hay nhất và Ca khúc nhạc phim hay nhất. Vào ngày 9 tháng 12 năm 2016, Joseph được đứng đầu danh sách "Top Nhạc sĩ của năm 2016" bởi Billboard.

### Các dự án khác

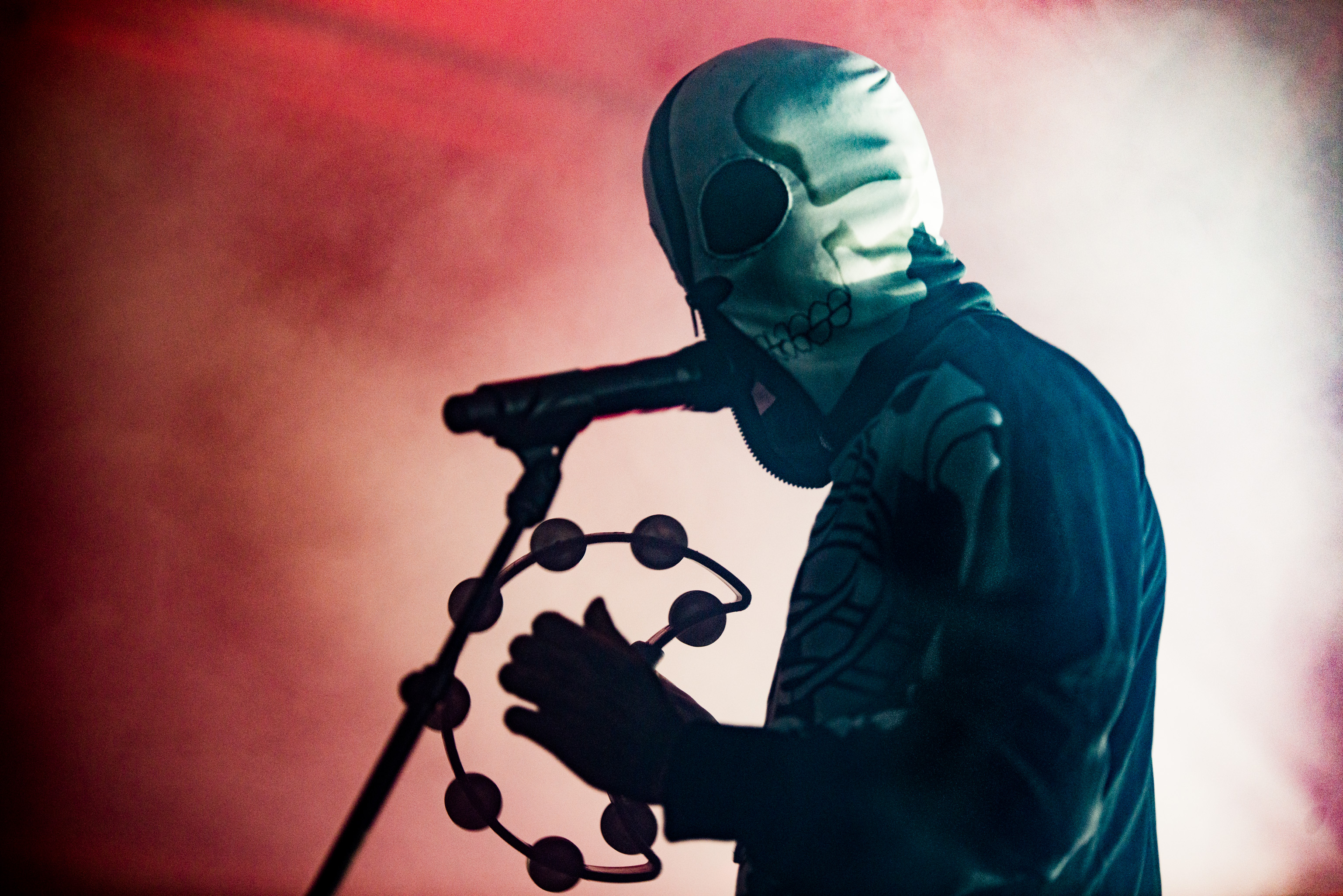
Tyler Joseph biểu diễn trong trang phục bộ xương đặc trưng của mình

Joseph đã có một dự án riêng của mình trong đó anh phát hành một album có tựa đề No Phun Intended. Bản phát hành vẫn đang cho phép nghe trên tài khoản PureVolume của anh. Album được thu âm trong năm cuối trung học của Joseph, từ 2007–2008, ngay trong tầng hầm của nhà anh. Bài hát "Save", chưa từng được phát hành, được làm lại và phát hành cho tải miễn phí một thời gian trên trang web của Twenty One Pilots trước khi bị gỡ xuống. Một bài hát có tên "Whisper" cũng được phát hành trên internet.
Năm 2010, Joseph được góp mặt trong bài hát "Live" của rapper Joseph Michael Langston (còn được biết đến qua nghệ danh Jocef), là một người bạn của Joseph từ thời đại học, cùng với hai rapper khác, Juda và Alon. Đây là bài hát mở đầu trong album đầu tay của Jocef, In Search Of: L.O.V.E. Bài hát được đồng sáng tác bởi cả Tyler Joseph và Jocef. Jocef sau đó quay trở lại một năm sau trong bài hát "Be Concerned" trong album Regional at Best năm 2011 của Twenty One Pilots.
Vào năm 2011, Joseph cũng là ngôi sao chính trong một bộ phim tài liệu hài ba tập của Five14 Church có tên là "The (moderately inspiring tale of the) Longboard Rodeo Tango". Trong phim, Joseph đang là một thực tập sinh tại nhà thờ lúc đó.
Vào năm 2012, Joseph được xuất hiện trong một video tuyên truyền nhận thức qua internet có tựa đề "What's Your Story?" bởi Mark C. Eshleman (nhà sản xuất cho nhiều video âm nhạc của Twenty One Pilots) cho một cuộc thi thường niên của Trend Micro, cũng được gọi là What's Your Story? Căn phòng được sử dụng trong video cũng chính là căn phòng mà video âm nhạc của "House of Gold" được quay.
Vào ngày 24 tháng 12 năm 2013, đêm Giáng sinh, Tyler Joseph tham gia hát bài hát "O come, O come, Emmanuel" trong chương trình Christmas With the Stars của Five14 Church tại New Albany, Ohio. Video chính thức của màn biểu diễn được tải lên YouTube vào ngày 14 tháng 2 năm 2014. Anh cũng biểu diễn một phần ảo thuật với MC David McCreary trong chương trình.
Joseph cũng đóng góp một vài bài hát cho album của ban nhạc nhạc Phúc âm của Five14 Church, Whittaker.
Vào tháng 12 năm 2014, Joseph hát phụ cho bài hát "Sickly Sweet Holidays" bởi Dallon Weekes của Panic! at the Disco.

## Đời sống cá nhân
Joseph là một tín đồ Kitô giáo và tín ngưỡng đó đã có ảnh hưởng tới âm nhạc của anh. Anh được học tại nhà trong thời thơ ấu. Anh kết hôn với Jenna Black vào ngày 28 tháng 3 năm 2015, sau khi đính hôn ngày 8 tháng 7 năm 2014.
Anh lần đầu tiếp xúc với âm nhạc qua nhóm nhạc hip hop Kitô giáo DC Talk.
Joseph có một hình xăm ba phần đại diện cho "thứ đã cứu cuộc đời anh ấy". Mặc dù nhiều người coi nó có liên quan đến tín ngưỡng Kitô giáo của anh, Joseph đã nói cụ thể về việc anh không muốn ý nghĩa của những hình xăm ấy lan truyền trên khắp internet. Tuy nhiên, anh có nói vài lần rằng anh sẽ nói với mọi người trực tiếp nếu họ quyết định trực tiếp đến hỏi anh.
Cả Joseph và tay trống của Twenty One Pilots, Josh Dun đều có một hình xăm chữ "X" trên người biểu tượng cho sự cống hiến của họ với những người hâm mộ quê nhà tại Columbus, Ohio. Họ xăm nó ngay trên sân khấu trong buổi biểu diễn tại Lifestyle Communities Pavilion ở quê nhà vào ngày 26 tháng 4 năm 2013. Hình xăm của Joseph ở ngay bắp tay phải và hình xăm của Dun ở trên cổ của anh ngay sau tai phải.
Mặc dù Joseph đã nói rằng anh không thường xuyên chơi trò chơi điện tử, anh có cho hay rằng anh và Josh Dun rất thích chơi Mario Kart 64 trên chiếc Nintendo 64 và Super Smash Bros. Melee trên GameCube khi họ có thời gian rảnh lúc lưu diễn.

## Danh sách đĩa nhạc
Với Twenty One Pilots
- Twenty One Pilots (2009)
- Regional at Best (2011)
- Vessel (2013)
- Blurryface (2015)
- Trench (2018)

Album riêng
| Tựa đề           | Chi tiết album                                                   |
| ---------------- | ---------------------------------------------------------------- |
| No Phun Intended | - Phát hành: 2008 - Nhãn đĩa: Tự phát hành - Định dạng: Chỉ nghe |

## Giải thưởng và đề cử
| Năm  | Lễ trao giải | Giải thưởng                                    | Đề cử                                   | Kết quả      | Tham khảo |
| ---- | ------------ | ---------------------------------------------- | --------------------------------------- | ------------ | --------- |
| 2017 | Giải Grammy  | Thu âm của năm                                 | "Stressed Out" (Tyler Joseph, sáng tác) | Chưa công bố | [ 47 ]    |
| 2017 | Giải Grammy  | Trình diễn song ca/Nhóm nhạc pop xuất sắc nhất | "Stressed Out" (Tyler Joseph, sáng tác) | Chưa công bố | [ 47 ]    |
| 2017 | Giải Grammy  | Trình diễn Rock xuất sắc nhất                  | "Heathens" (Tyler Joseph, sáng tác)     | Chưa công bố | [ 47 ]    |
| 2017 | Giải Grammy  | Bài hát rock hay nhất                          | "Heathens" (Tyler Joseph, sáng tác)     | Chưa công bố | [ 47 ]    |
| 2017 | Giải Grammy  | Ca khúc nhạc phim hay nhất                     | "Heathens" (Tyler Joseph, sáng tác)     | Chưa công bố | [ 47 ]    |